# Красноглазый нырок
Красноглазый нырок (Netta erythrophthalma) — вид птиц из семейства утиных.

## Подвиды и распространение
Существует два подвида: южноамериканский N. e. erythrophthalma (Wied-Neuwied, 1833) и африканский N. e. brunnea (Eyton, 1838).
Фрагментированный ареал первого подвида включает часть территорий Колумбии, Венесуэлы, Бразилии, Эквадора, Перу, Боливии, Аргентины и Чили.
Второй распространён в Африке от южной оконечности континента до нагорий Эфиопии.

## Поведение
Это социальные и общительные птицы. Их наблюдали в стаях до 5000 особей. Питаются они в основном водными растениями, за которыми ныряют. При этом взрослые птицы поедают в дополнение к растениям личинок и куколок насекомых, а также водных животных.